# Ziad Tlemçani
Hamed Ziad Tlemçani (arabisch زياد التلمساني, DMG Ziyād at-Tilimsānī; * 10. Mai 1963 in Tunis) ist ein ehemaliger tunesischer Fußballspieler.

## Karriere

### Verein
Tlemçani begann seine Karriere bei Espérance Tunis, wo er von 1984 bis 1990 spielte. Er trug 1984/85, 1987/88 und 1988/89 zum Gewinn der Championnat de Tunisie bei. Danach spielte er bei Vitória Guimarães (1990–1994) und Vissel Kobe (1995–1997). 1997 kehrte er nach Espérance Tunis zurück. Er trug 1997/98 und 1998/99 zum Gewinn der Championnat de Tunisie bei. 1999 beendete er seine Spielerkarriere.

### Nationalmannschaft
Im Jahr 1990 debütierte Tlemçani für die tunesische Fußballnationalmannschaft. Er wurde in den Kader der Afrika-Cup 1994 und 1998 berufen. Er hat insgesamt 20 Länderspiele für Tunesien bestritten.

## Errungene Titel
- Championnat de Tunisie: 1984/85, 1987/88, 1988/89, 1997/98, 1998/99